# Vastin Lespy

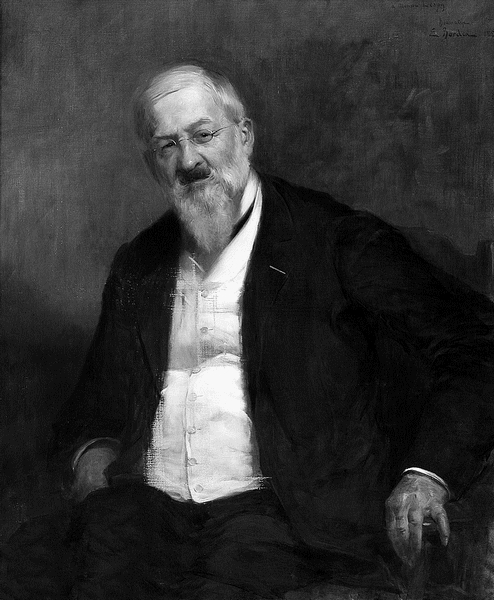
Vastin Lespy (Gemälde von Ernest Bordes)

Vastin Lespy (* 6. Februar 1817 in Pau; † 21. Februar 1897 ebenda) war ein französischer Okzitanist, Grammatiker und Lexikograf.

## Leben und Werk
Jean-Désiré Vastin Lespy war bis 1870 Gymnasiallehrer in Pau, dann Generalsekretär der Präfektur. Er schrieb eine Grammatik und ein umfängliches Wörterbuch des Bearnesischen, einer regionalen Variante des Gaskognischen, das wiederum Teilsprache des Okzitanischen ist. Daneben sammelte er Sprichwörter und gab heimatbezogene Texte heraus. 1998 und 2020 wurden ihm zwei Kolloquien gewidmet. In Pau trägt eine Straße seinen Namen.

## Werke (Auswahl)
- Les Illustrations du Béarn. Pau 1856.
- (1858) Grammaire Béarnaise suivie d'un vocabulaire Béarnais-Français. 2. Auflage. Maisonneuve, Paris 1880. Laffitte, Marseille 1978. 1. Auflage. Lacour, Nîmes 1992.
- Notes pour l’histoire de la chanson. J.-B. Dumoulin, Paris 1861.
- (Hrsg.) Chansons de Xavier Navarrot. Pau 1868. (1799–1862)
- Les sorcières dans le Béarn 1393–1672. Pau 1875, 2005.
- Dictons du pays de Béarn. L. Ribaut, Pau 1875.
  - Dictons et proverbes du Béarn. Paroemiologie comparée. Pau 1892. Bayonne 1979, 1990.
- Proverbes du pays de Béarn, énigmes et contes populaires. Montpellier 1876. Laffitte, Marseille 1979.
- (Hrsg. mit Paul Raymond) Récits d'histoire sainte en béarnais. 2 Bde. L. Ribaut, 1876–1877. (zweisprachig)
- (Hrsg. mit Paul Raymond) Lettres du maréchal Bosquet à sa mère, 1829–1858. 4 Bde. L. Ribaut, 1876–1877.
- (Hrsg. und Übersetzer mit Paul Raymond) Un baron béarnais au quinzième siècle. Pau 1878.
- (Hrsg.) Un curé béarnais au dix-huitième siècle. Correspondance de l’abbé Tristan. 2 Bde. L. Ribaut, Paris 1879–1880.
- (mit Paul Raymond) Dictionnaire Béarnais Ancien et Moderne. 2 Bde. Montpellier 1887. Slatkine, Genf 1970. Korrigierte Neuauflage : Marrimpouey, Pau 1998. Pau 2001 (Vorwort von Jean-Louis Fossat). Éditions des Régionalismes, Cressé 2014 (Hrsg. Jean Lafitte, * 1930).